# Gustavo Neffa
Gustavo Alfredo Neffa Rodríguez (Asunción, Paraguay; 3 de noviembre de 1971) es un exfutbolista paraguayo. Jugaba como delantero y su primer equipo fue Olimpia. Su último club antes de retirarse fue Dallas Burn de los Estados Unidos.
Comenzó su carrera en Olimpia Asunción, y a la edad de 18 años, el club Juventus le compró su pase por 1 millón de Dólares. Un volante izquierdo paraguayo fue una de las adquisiciones de Diego Maradona. El club Juventus luego lo cedió a préstamo.
En poco tiempo, varios equipos importantes querían contar con él por su habilidad y su buen manejo de pelota. Regresó a Sudamérica en 1992, jugando para el Boca Juniors, antes de dejar el fútbol y casarse con la tenista Rossana de los Ríos, que le dio una hija. También hizo un breve regreso como jugador/entrenador del Dallas Burn en 2000. También apareció en los Juegos Olímpicos de Verano de 1992 en el equipo de fútbol paraguayo; fue durante esta experiencia que Neffa conoció a su futura esposa Rossana De Los Rios.
El músico italiano Neffa tomó su nombre como un homenaje a Gustavo. Hoy en día se sabe que son buenos amigos.

## Trayectoria
Militó en diversos clubes de Paraguay, Italia, Argentina y Estados Unidos. Ha sido internacional paraguayo en 15 oportunidades. Incluso participó con la Selección de Paraguay en la Copa América 1989, donde convirtió 2 goles (uno a Perú y otro a Venezuela); y en la Copa América 1991, donde anotó 1 gol (precisamente ante los venezolanos). También integró la Selección Sub-23 que participó en los Juegos Olímpicos de Barcelona 1992.

## Selección nacional

### Participaciones en Copa América
| Copa América      | Sede   | Resultado    |
| ----------------- | ------ | ------------ |
| Copa América 1989 | Brasil | Cuarto lugar |
| Copa América 1991 | Chile  | Primera fase |

## Clubes
| Club                    | País           | Año       |
| ----------------------- | -------------- | --------- |
| Olimpia                 | Paraguay       | 1987-1989 |
| Cremonese               | Italia         | 1989-1991 |
| Unión de Santa Fe       | Argentina      | 1992      |
| Boca Juniors            | Argentina      | 1992-1994 |
| Estudiantes de La Plata | Argentina      | 1995-1996 |
| Sol de América          | Paraguay       | 1996-1998 |
| Olimpia                 | Paraguay       | 1998-1999 |
| Dallas Burn             | Estados Unidos | 1999-2000 |

## Palmarés

### Campeonatos nacionales
| Título                        | Club         | País      | Año    |
| ----------------------------- | ------------ | --------- | ------ |
| Primera División              | Olimpia      | Paraguay  | 1988   |
| Primera División de Argentina | Boca Juniors | Argentina | A-1992 |
| Primera División              | Olimpia      | Paraguay  | 1998   |

### Copas internacionales
| Título      | Club         | País      | Año  |
| ----------- | ------------ | --------- | ---- |
| Copa de Oro | Boca Juniors | Argentina | 1993 |